# Prezydenci miast w Polsce (kadencja 2024–2029)
Prezydenci miast w Polsce IX kadencji – prezydenci 107 miast w Polsce.
107 spośród nich zostało wybranych w wyborach samorządowych w 2024 na kadencję przypadającą na lata 2024–2029. Pierwsza tura głosowania odbyła się 7 kwietnia 2024, druga (przeprowadzana, jeżeli w pierwszej turze żaden z kandydatów nie uzyskał ponad 50% ważnie oddanych głosów) miała miejsce 21 kwietnia 2024. Wybory przeprowadzono na podstawie przepisów Kodeksu wyborczego (2011).

## Lista prezydentów
Pogrubieniem wyróżniono imiona i nazwiska prezydentów wyłonionych w I turze wyborów.
W kolumnie % w I turze gwiazdką (*) oznaczono kandydatów, którzy zajęli II miejsce w I turze.
| Lp.  | Miasto                  | Województwo         | Prezydent | Prezydent                                   | Data urodzenia            | Komitet wyborczy                                                                             | Kadencja | % w I turze | % w II turze |
| ---- | ----------------------- | ------------------- | --------- | ------------------------------------------- | ------------------------- | -------------------------------------------------------------------------------------------- | -------- | ----------- | ------------ |
| 1.   | Bełchatów               | łódzkie             |           | Patryk Marjan                               | 18 lipca 1991(dts)        | KWW Bełchatowianie (członek Nowej Nadziei)                                                   | 1        | 38,36%      | 62,89%       |
| 2.   | Będzin                  | śląskie             |           | Łukasz Komoniewski                          | 25 września 1980(dts)     | KWW Łukasza Komoniewskiego (członek Nowej Lewicy)                                            | 4        | 43,73%      | 55,15%       |
| 3.   | Biała Podlaska          | lubelskie           |           | Michał Litwiniuk                            | 13 września 1977(dts)     | KWW Prezydent Michał Litwiniuk (członek PO)                                                  | 2        | 53,12%      | –            |
| 4.   | Białystok               | podlaskie           |           | Tadeusz Truskolaski                         | 10 kwietnia 1958(dts)     | KKW Koalicja Obywatelska                                                                     | 5        | 53,32%      | –            |
| 5.   | Bielsko-Biała           | śląskie             |           | Jarosław Klimaszewski                       | 25 marca 1970(dts)        | KWW Jarosława Klimaszewskiego (członek PO)                                                   | 2        | 45,88%      | 63,93%       |
| 6.   | Bolesławiec             | dolnośląskie        |           | Piotr Roman                                 | 5 października 1962(dts)  | KWW Piotra Romana Forum Miasta                                                               | 6        | 50,84%      | –            |
| 7.   | Bydgoszcz               | kujawsko-pomorskie  |           | Rafał Bruski                                | 1 lipca 1962(dts)         | KKW Koalicja Obywatelska (członek PO)                                                        | 4        | 53,50%      | –            |
| 8.   | Bytom                   | śląskie             |           | Mariusz Wołosz                              | 13 stycznia 1977(dts)     | KKW Koalicja Obywatelska                                                                     | 2        | 62,10%      | –            |
| 9.   | Chełm                   | lubelskie           |           | Jakub Banaszek                              | 24 czerwca 1991(dts)      | KWW Jakuba Banaszka „Chełmianie”                                                             | 2        | 52,65%      | –            |
| 10.  | Chorzów                 | śląskie             |           | Szymon Michałek                             | 9 sierpnia 1984(dts)      | KWW Szymona Michałka                                                                         | 1        | 54,67%      | –            |
| 11.  | Ciechanów               | mazowieckie         |           | Krzysztof Kosiński                          | 17 lutego 1988(dts)       | KKW Trzecia Droga 2050 Szymona Hołowni – Polskie Stronnictwo Ludowe (członek PSL)            | 3        | 81,45%      | –            |
| 12.  | Częstochowa             | śląskie             |           | Krzysztof Matyjaszczyk                      | 27 maja 1974(dts)         | KKW Lewica (członek Nowej Lewicy)                                                            | 4        | 31,93%      | 57,76%       |
| 13.  | Dąbrowa Górnicza        | śląskie             |           | Marcin Bazylak                              | 14 września 1978(dts)     | KWW Marcina Bazylaka Dąbrowianie Razem                                                       | 2        | 59,49%      | –            |
| 14.  | Elbląg                  | warmińsko-mazurskie |           | Michał Missan                               | 21 czerwca 1976(dts)      | KKW Koalicja Obywatelska (członek PO)                                                        | 1        | 44,36%      | 57,92%       |
| 15.  | Ełk                     | warmińsko-mazurskie |           | Tomasz Andrukiewicz                         | 6 lutego 1974(dts)        | KWW Dobro Wspólne 2024                                                                       | 5        | 59,52%      | –            |
| 16.  | Gdańsk                  | pomorskie           |           | Aleksandra Dulkiewicz                       | 10 lipca 1979(dts)        | KKW Koalicja Obywatelska                                                                     | 2        | 57,95%      | –            |
| 17.  | Gdynia                  | pomorskie           |           | Aleksandra Kosiorek                         | 13 marca 1985             | KWW Gdyński Dialog                                                                           | 1        | 34,43%      | 62,49%       |
| 18.  | Gliwice                 | śląskie             |           | Katarzyna Kuczyńska-Budka                   | 2 marca 1971(dts)         | KKW Koalicja Obywatelska (członkini PO)                                                      | 1        | 38,62%      | 50,56%       |
| 19.  | Głogów                  | dolnośląskie        |           | Rafael Rokaszewicz                          | 30 listopada 1973(dts)    | KWW Rafaela Rokaszewicza (członek Nowej Lewicy)                                              | 3        | 62,60%      | –            |
| 20.  | Gniezno                 | wielkopolskie       |           | Michał Powałowski                           | 18 lipca 1971(dts)        | KWW Koalicja Dla Pierwszej Stolicy (członek PO)                                              | 1        | 61,65%      | –            |
| 21.  | Gorzów Wielkopolski     | lubuskie            |           | Jacek Wójcicki                              | 26 sierpnia 1981(dts)     | KWW Jacka Wójcickiego                                                                        | 3        | 49,24%      | 61,23%       |
| 22.  | Grudziądz               | kujawsko-pomorskie  |           | Maciej Glamowski                            | 11 sierpnia 1970(dts)     | KWW Sojusz Obywatelski Grudziądz Maciej Glamowski                                            | 2        | 68,20%      | –            |
| 23.  | Inowrocław              | kujawsko-pomorskie  |           | Arkadiusz Fajok                             | 31 maja 1979              | KWW Arkadiusza Fajoka Łączy Nas Inowrocław                                                   | 1        | 22,43%*     | 57,00%       |
| 24.  | Jastrzębie-Zdrój        | śląskie             |           | Michał Urgoł                                | 22 stycznia 1977(dts)     | KW Prawo i Sprawiedliwość                                                                    | 1        | 43,65%      | 54,75%       |
| 25.  | Jaworzno                | śląskie             |           | Paweł Silbert                               | 7 lutego 1962(dts)        | KWW Jaworzno Moje Miasto                                                                     | 6        | 44,45%*     | 54,89%       |
| 26.  | Jelenia Góra            | dolnośląskie        |           | Jerzy Łużniak                               | 29 sierpnia 1955(dts)     | KKW Koalicja Obywatelska (członek PO)                                                        | 2        | 43,19%      | 58,86%       |
| 27.  | Kalisz                  | wielkopolskie       |           | Krystian Kinastowski                        | 12 lipca 1979(dts)        | KWW Krystiana Kinastowskiego – Koalicja Kaliska                                              | 2        | 56,19%      | –            |
| 28.  | Katowice                | śląskie             |           | Marcin Krupa                                | 5 kwietnia 1976(dts)      | KWW Forum Samorządowe i Marcin Krupa                                                         | 3        | 62,43%      | –            |
| 29.  | Kędzierzyn-Koźle        | opolskie            |           | Sabina Nowosielska                          | 14 lutego 1962(dts)       | KWW Sabiny Nowosielskiej – Koalicja Obywatelska                                              | 3        | 49,10%      | 53,68%       |
| 30.  | Kielce                  | świętokrzyskie      |           | Agata Wojda                                 | 25 maja 1981(dts)         | KKW Koalicja Obywatelska (członkini PO)                                                      | 1        | 33,63%      | 56,54%       |
| 31.  | Knurów                  | śląskie             |           | Tomasz Rzepa                                | 10 września 1970(dts)     | KWW „Wspólnie Dla Knurowa”                                                                   | 1        | 41,72%      | 53,18%       |
| 32.  | Kołobrzeg               | zachodniopomorskie  |           | Anna Mieczkowska                            | 13 marca 1967(dts)        | KWW Anny Mieczkowskiej Tak Dla Kołobrzegu (członkini PO)                                     | 2        | 64,81%      | –            |
| 33.  | Konin                   | wielkopolskie       |           | Piotr Korytkowski                           | 26 maja 1968(dts)         | KKW Koalicja Obywatelska (członek PO)                                                        | 2        | 31,16%      | 57,68%       |
| 34.  | Koszalin                | zachodniopomorskie  |           | Tomasz Sobieraj                             | 16 września 1979(dts)     | KKW Koalicja Obywatelska (członek PO)                                                        | 1        | 46,03%      | 51,01%       |
| 35.  | Kraków                  | małopolskie         |           | Aleksander Miszalski                        | 7 sierpnia 1980(dts)      | KKW Koalicja Obywatelska (członek PO)                                                        | 1        | 37,21%      | 51,04%       |
| 36.  | Krosno                  | podkarpackie        |           | Piotr Przytocki                             | 15 sierpnia 1957(dts)     | KWW Samorządne Krosno Piotra Przytockiego                                                    | 6        | 58,42%      | –            |
| 37.  | Kutno                   | łódzkie             |           | Mariusz Sikora                              | 31 maja 1972(dts)         | KWW Zbigniewa Burzyńskiego i Mariusza Sikory                                                 | 1        | 52,74%      | –            |
| 38.  | Legionowo               | mazowieckie         |           | Bogdan Kiełbasiński                         | 23 lipca 1968(dts)        | KKW Trzecia Droga Polska 2050 Szymona Hołowni – Polskie Stronnictwo Ludowe (członek PL 2050) | 1        | 22,94%*     | 51,92%       |
| 39.  | Legnica                 | dolnośląskie        |           | Maciej Kupaj                                | 23 września 1981(dts)     | KKW Koalicja Obywatelska (członek PO)                                                        | 1        | 47,29%      | 65,94%       |
| 40.  | Leszno                  | wielkopolskie       |           | Grzegorz Rusiecki                           | 28 lutego 1983(dts)       | KKW Koalicja Obywatelska (członek PO)                                                        | 1        | 53,74%      | –            |
| 41.  | Lubin                   | dolnośląskie        |           | Robert Raczyński                            | 3 kwietnia 1962(dts)      | KWW Robert Raczyński Dumni Z Lubina                                                          | 7        | 60,96%      | –            |
| 42.  | Lublin                  | lubelskie           |           | Krzysztof Żuk                               | 21 czerwca 1957(dts)      | KWW Krzysztof Żuk (członek PO)                                                               | 4        | 57,49%      | –            |
| 43.  | Łomża                   | podlaskie           |           | Mariusz Chrzanowski                         | 25 września 1984(dts)     | KWW Mariusza Chrzanowskiego                                                                  | 3        | 51,63%      | –            |
| 44.  | Łódź                    | łódzkie             |           | Hanna Zdanowska                             | 23 marca 1959(dts)        | KKW Koalicja Obywatelska (członkini PO)                                                      | 4        | 59,30%      | –            |
| 45.  | Mielec                  | podkarpackie        |           | Radosław Swół                               | 20 stycznia 1983(dts)     | KW Teraz Mielec                                                                              | 1        | 29,15%      | 51,69%       |
| 46.  | Mysłowice               | śląskie             |           | Dariusz Wójtowicz                           | 24 lipca 1972(dts)        | KWW Dariusza Wójtowicza – Wspólnie Dla Mysłowic                                              | 2        | 41,24%      | 56,36%       |
| 47.  | Nowa Sól                | lubuskie            |           | Beata Kulczycka                             | 16 kwietnia 1973(dts)     | KWW FNW Wadima Tyszkiewicza                                                                  | 1        | 44,18%      | 67,64%       |
| 48.  | Nowy Sącz               | małopolskie         |           | Ludomir Handzel                             | 8 czerwca 1973(dts)       | KWW Koalicja Nowosądecka Ludomira Handzla                                                    | 2        | 52,34%      | –            |
| 49.  | Olsztyn                 | warmińsko-mazurskie |           | Robert Szewczyk                             | 19 grudnia 1980(dts)      | KKW Koalicja Obywatelska (członek PO)                                                        | 1        | 32,81%      | 53,45%       |
| 50.  | Opole                   | opolskie            |           | Arkadiusz Wiśniewski                        | 29 sierpnia 1978(dts)     | KWW Arkadiusza Wiśniewskiego                                                                 | 3        | 75,47%      | –            |
| 51.  | Ostrołęka               | mazowieckie         |           | Paweł Niewiadomski                          | 2 marca 1987(dts)         | KWW „Nasza Ostrołęka”                                                                        | 1        | 29,25%*     | 61,68%       |
| 52.  | Ostrowiec Świętokrzyski | świętokrzyskie      |           | Artur Łakomiec                              | 7 sierpnia 1973(dts)      | KW Koalicja Tak! Dla Samorządu                                                               | 1        | 58,12%      | –            |
| 53.  | Ostrów Wielkopolski     | wielkopolskie       |           | Beata Klimek                                | 2 kwietnia 1962(dts)      | KWW Beaty Klimek Z Sercem Do Mieszkańców                                                     | 3        | 43,86%      | 58,42%       |
| 54.  | Oświęcim                | małopolskie         |           | Janusz Chwierut                             | 21 sierpnia 1965(dts)     | KWW Janusza Chwieruta (członek PO)                                                           | 3        | 54,62%      | –            |
| 55.  | Otwock                  | mazowieckie         |           | Jarosław Margielski                         | 28 września 1987(dts)     | KWW Jarosława Margielskiego                                                                  | 2        | 76,01%      | –            |
| 56.  | Pabianice               | łódzkie             |           | Grzegorz Mackiewicz                         | 8 lutego 1975(dts)        | KWW Koalicja Dla Pabianic Grzegorza Mackiewicza                                              | 3        | 55,93%      | –            |
| 57.  | Piekary Śląskie         | śląskie             |           | Sława Umińska-Kajdan                        | 30 czerwca 1977(dts)      | KWW Sławy Umińskiej-Kajdan                                                                   | 3        | 52,00%      | –            |
| 58.  | Piła                    | wielkopolskie       |           | Beata Dudzińska                             | 23 sierpnia 1970(dts)     | KKW Koalicja Obywatelska                                                                     | 1        | 47,59%      | 71,01%       |
| 59.  | Piotrków Trybunalski    | łódzkie             |           | Juliusz Wiernicki                           | 26 grudnia 1992           | KWW Sercem Dla Piotrkowa (członek PO)                                                        | 1        | 22,45%*     | 60,61%       |
| 60.  | Płock                   | mazowieckie         |           | Andrzej Nowakowski                          | 23 października 1971(dts) | KKW Koalicja Obywatelska (członek PO)                                                        | 4        | 52,45%      | –            |
| 61.  | Poznań                  | wielkopolskie       |           | Jacek Jaśkowiak                             | 10 marca 1964(dts)        | KKW Koalicja Obywatelska (członek PO)                                                        | 3        | 43,74%      | 70,67%       |
| 62.  | Pruszków                | mazowieckie         |           | Piotr Bąk                                   | 14 stycznia 1980(dts)     | KKW Koalicja Obywatelska (członek PO)                                                        | 1        | 24,02%*     | 51,29%       |
| 63.  | Przemyśl                | podkarpackie        |           | Wojciech Bakun                              | 29 stycznia 1981(dts)     | KWW Wojciecha Bakuna Wspólnie Dla Przemyśla                                                  | 2        | 46,23%      | 73,48%       |
| 64.  | Puławy                  | lubelskie           |           | Paweł Maj                                   | 6 sierpnia 1976(dts)      | KWW Niezależni Wyborcy Pawła Maja                                                            | 2        | 23,24%*     | 68,04%       |
| 65.  | Racibórz                | śląskie             |           | Jacek Wojciechowicz                         | 26 czerwca 1963(dts)      | KWW Razem Dla Raciborza                                                                      | 1        | 43,96%      | 51,59%       |
| 66.  | Radom                   | mazowieckie         |           | Radosław Witkowski                          | 4 czerwca 1974(dts)       | KWW Radomski Pakt Samorządowy Radosława Witkowskiego (członek PO)                            | 3        | 40,85%      | 54,58%       |
| 67.  | Radomsko                | łódzkie             |           | Jarosław Ferenc                             | 28 października 1968(dts) | KW Stowarzyszenie „Razem Dla Radomska”                                                       | 3        | 35,52%*     | 51,84%       |
| 68.  | Ruda Śląska             | śląskie             |           | Michał Pierończyk                           | 10 grudnia 1977(dts)      | KWW Michała Pierończyka                                                                      | 2        | 46,92%      | 70,45%       |
| 69.  | Rybnik                  | śląskie             |           | Piotr Kuczera                               | 4 kwietnia 1977(dts)      | KKW Koalicja Obywatelska (członek PO)                                                        | 3        | 41,43%      | 53,79%       |
| 70.  | Rzeszów                 | podkarpackie        |           | Konrad Fijołek                              | 17 lipca 1976(dts)        | KWW Konrada Fijołka Rozwój Rzeszowa                                                          | 2        | 37,91%      | 54,90%       |
| 71.  | Siedlce                 | mazowieckie         |           | Tomasz Hapunowicz                           | 12 listopada 1979(dts)    | KWW Tomasz Hapunowicza Zgoda I Rozwój (członek PiS)                                          | 1        | 40,80%      | 53,25%       |
| 72.  | Siemianowice Śląskie    | śląskie             |           | Rafał Piech                                 | 11 lipca 1980(dts)        | KWW Samorządowcy Rafał Piech (członek PJJ)                                                   | 3        | 28,02%      | 52,87%       |
| 73.  | Sieradz                 | łódzkie             |           | Paweł Osiewała                              | 9 sierpnia 1966(dts)      | KWW Solidarne Miasto Sieradz                                                                 | 3        | 47,77%      | 55,82%       |
| 74.  | Skarżysko-Kamienna      | świętokrzyskie      |           | Arkadiusz Bogucki                           | 4 czerwca 1979(dts)       | KWW Marka Materka 2024                                                                       | 1        | 22,26%*     | 65,14%       |
| 75.  | Skierniewice            | łódzkie             |           | Krzysztof Jażdżyk                           | 25 lipca 1975(dts)        | KW Stowarzyszenia Razem Dla Skierniewic                                                      | 3        | 56,96%      | –            |
| 76.  | Słupsk                  | pomorskie           |           | Krystyna Danilecka-Wojewódzka               | 1 października 1953(dts)  | KWW Krystyny Danileckiej-Wojewódzkiej „Łączy Nas Słupsk”                                     | 2        | 40,98%      | 62,80%       |
| 77.  | Sopot                   | pomorskie           |           | Magdalena Czarzyńska-Jachim                 | 22 września 1972(dts)     | KWW Koalicja Dla Sopotu Magdaleny Czarzyńskiej-Jachim                                        | 1        | 59,27%      | –            |
| 78.  | Sosnowiec               | śląskie             |           | Arkadiusz Chęciński                         | 5 czerwca 1971(dts)       | KWW Koalicja Platformy i Lewicy Dla Sosnowca (członek PO)                                    | 3        | 62,28%      | –            |
| 79.  | Stalowa Wola            | podkarpackie        |           | Lucjusz Nadbereżny                          | 21 maja 1985(dts)         | KW Prawo i Sprawiedliwość (członek PiS)                                                      | 3        | 72,41%      | –            |
| 80.  | Starachowice            | świętokrzyskie      |           | Marek Materek                               | 30 lipca 1989(dts)        | KWW Marka Materka                                                                            | 3        | 66,05%      | –            |
| 81.  | Stargard                | zachodniopomorskie  |           | Rafał Zając                                 | 24 marca 1975(dts)        | KWW Rafała Zająca                                                                            | 3        | 84,51%      | –            |
| 82.  | Starogard Gdański       | pomorskie           |           | Janusz Stankowiak                           | 15 sierpnia 1965(dts)     | KW Stowarzyszenie „Nasz Starogard”                                                           | 3        | 79,07%      | –            |
| 83.  | Suwałki                 | podlaskie           |           | Czesław Renkiewicz                          | 25 maja 1960(dts)         | KWW „Razem Dla Suwałk – Czesław Renkiewicz”                                                  | 4        | 48,35%      | 65,68%       |
| 84.  | Szczecin                | zachodniopomorskie  |           | Piotr Krzystek                              | 5 lutego 1973(dts)        | KW Piotra Krzystka Koalicja Samorządowa                                                      | 5        | 60,43%      | –            |
| 85.  | Świdnica                | dolnośląskie        |           | Beata Moskal-Słaniewska                     | 15 marca 1966(dts)        | KWW Beaty Moskal-Słaniewskiej (członkini Nowej Lewicy)                                       | 3        | 38,37%      | 55,90        |
| 86.  | Świętochłowice          | śląskie             |           | Daniel Beger                                | 20 marca 1977(dts)        | KWW Daniela Begera                                                                           | 2        | 44,93%      | 61,16%       |
| 87.  | Świnoujście             | zachodniopomorskie  |           | Joanna Agatowska                            | 22 kwietnia 1972(dts)     | KWW Joanny Agatowskiej Świnoujście Wspólne Wyspy (członkini Nowej Lewicy)                    | 1        | 53,75%      | –            |
| 88.  | Tarnobrzeg              | podkarpackie        |           | Łukasz Nowak                                | 6 stycznia 1982(dts)      | KWW Łukasz Nowaka                                                                            | 1        | 28,94%*     | 52,44%       |
| 89.  | Tarnów                  | małopolskie         |           | Jakub Kwaśny                                | 4 maja 1985(dts)          | KKW Koalicja Obywatelska                                                                     | 1        | 44,54%      | 56,15%       |
| 90.  | Tczew                   | pomorskie           |           | Łukasz Brządkowski                          | 15 lipca 1980(dts)        | KW Stowarzyszenie Samorząd Odnowa                                                            | 1        | 47,45%      | 66,04%       |
| 91.  | Tomaszów Mazowiecki     | łódzkie             |           | Marcin Witko                                | 23 lipca 1971(dts)        | KWW Marcina Witko (członek PiS)                                                              | 3        | 55,53%      | –            |
| 92.  | Toruń                   | kujawsko-pomorskie  |           | Paweł Gulewski                              | 5 marca 1981(dts)         | KKW Koalicja Obywatelska (członek PO)                                                        | 1        | 38,28%      | 65,00%       |
| 93.  | Tychy                   | śląskie             |           | Maciej Gramatyka                            | 11 września 1974(dts)     | KKW Koalicja Obywatelska (członek PO)                                                        | 1        | 46,66%      | 58,64%       |
| 94.  | Wałbrzych               | dolnośląskie        |           | Roman Szełemej                              | 27 lutego 1960(dts)       | KKW Koalicja Obywatelska (członek PO)                                                        | 4        | 70,07%      | –            |
| 95.  | Warszawa                | mazowieckie         |           | Rafał Trzaskowski                           | 17 stycznia 1972(dts)     | KKW Koalicja Obywatelska (członek PO)                                                        | 2        | 57,41%      | –            |
| 96.  | Wejherowo               | pomorskie           |           | Krzysztof Hildebrandt                       | 6 grudnia 1953(dts)       | KWW „Wolę Wejherowo Krzysztofa Hildebrandta”                                                 | 7        | 43,53%      | 52,30%       |
| 97.  | Włocławek               | kujawsko-pomorskie  |           | Krzysztof Kukucki                           | 25 października 1980(dts) | KKW Lewica (członek Nowej Lewicy)                                                            | 1        | 41,40%      | 56,28%       |
| 98.  | Wodzisław Śląski        | śląskie             |           | Mieczysław Kieca                            | 31 lipca 1979(dts)        | KKW Nasz Wodzisław (członek PO)                                                              | 5        | 40,23%      | 55,38%       |
| 99.  | Wrocław                 | dolnośląskie        |           | Jacek Sutryk                                | 17 września 1978(dts)     | KWW Jacek Sutryk Lewica i Samorządowcy                                                       | 2        | 34,33%      | 68,29%       |
| 100. | Zabrze                  | śląskie             |           | Agnieszka Rupniewska (odwołana w maju 2025) | 17 marca 1986(dts)        | KKW Koalicja Obywatelska                                                                     | 1        | 27,44%      | 57,85%       |
| 101. | Zamość                  | lubelskie           |           | Rafał Zwolak                                | 19 stycznia 1976(dts)     | KWW Rafała Zwolaka                                                                           | 1        | 39,23%      | 64,78%       |
| 102. | Zawiercie               | śląskie             |           | Anna Nemś                                   | 19 marca 1964(dts)        | KKW Koalicja Obywatelska (członkini PO)                                                      | 1        | 35,66%      | 56,19%       |
| 103. | Zduńska Wola            | łódzkie             |           | Konrad Pokora                               | 12 kwietnia 1966(dts)     | KKW Koalicja Obywatelska (członek PO)                                                        | 2        | 60,45       | –            |
| 104. | Zgierz                  | łódzkie             |           | Przemysław Staniszewski                     | 4 grudnia 1981(dts)       | KW Stowarzyszenia Przemysława Staniszewskiego                                                | 3        | 38,84%      | 55,72%       |
| 105. | Zielona Góra            | lubuskie            |           | Marcin Pabierowski                          | 16 sierpnia 1978(dts)     | KKW Koalicja Obywatelska (członek PO)                                                        | 1        | 42,74%      | 57,46%       |
| 106. | Żory                    | śląskie             |           | Waldemar Socha                              | 21 listopada 1962(dts)    | KWW Żorskie Porozumienie Waldemar Socha                                                      | 7        | 54,96%      | –            |
| 107. | Żyrardów                | mazowieckie         |           | Lucjan Chrzanowski                          | 1 stycznia 1965(dts)      | KWW Lucjana Chrzanowskiewgo                                                                  | 2        | 55,36       | –            |

## Zmiany na stanowiskach w trakcie kadencji
Zabrze
Agnieszka Rupniewska została odwołana ze stanowiska prezydenta Zabrza w wyniku referendum lokalnego przeprowadzonego 11 maja 2025